# Concilium
Concilium is een internationaal theologisch tijdschrift. Het werd in 1965 opgericht door zakenman Antoine van den Boogaard en uitgever Paul Brand jr. onder leiding van de theologen Yves Congar O.P., Hans Küng, Johann Baptist Metz OP, Karl Rahner S.J. en Edward Schillebeeckx O.P. Concilium is oecumenisch, en het bericht over theologie, maar ook over aanverwante gebieden (bijvoorbeeld menswetenschappen). Concilium staat bij conservatieven bekend als neo-modernistisch.
Het tijdschrift werd opgericht om de theologische discussie "in de geest van het Tweede Vaticaans Concilie" voort te zetten. Onder de auteurs bevonden zich grote namen (zo waren in de beginjaren ook Joseph Ratzinger, de latere paus Benedictus XVI, en Hans Urs von Balthasar). Doordat het tijdschrift al vrij vlug een vrijzinnigere koers ging varen, werd in 1972 het tijdschrift Communio opgericht als een minder radicaal alternatief. 
Concilium wordt gedreven door de Nouvelle Théologie. In de loop der tijd werd steeds meer plaats ingeruimd voor bevrijdingstheologie en feministische theologie.  Belangrijke vertegenwoordigers van deze stromingen, zoals Gustavo Gutiérrez en Elisabeth Schüssler Fiorenza namen dan ook zitting in de redactie van Concilium.
Concilium verschijnt vijf maal per jaar. Het internationale secretariaat van het tijdschrift bevindt zich in Nijmegen. Het wordt in verschillende edities uitgegeven in het Duits, Engels, Spaans, Frans, Italiaans en Portugees. Van 1976 tot en met 2002 verscheen er ook een Nederlandstalige uitgave van. Anders dan zijn tegenhanger Communio, is het tijdschrift vooral gericht op een publiek van theologen en alleen in abonnement te lezen. 